# Гостинна сотня
Гостинна сотня — привілейована корпорація російського купецтва наприкінці 16 - початку 18 ст., друга за багатством її членів і значенням після гостей.
Формувалася шляхом запису в неї не настільки впливових, як гості, але досить великих і середніх статків купців Москви і посадських громад інших міст, переселених в зв'язку з цим до столиці. Деякий час включала також частину заможних ремісників, однак за царювання Бориса Федоровича Годунова вони були в осному повернуті в посадські слободи.
У 17 ст. джерелами поповнення гостинної сотні стали родичі гостей, представники полотняної сотні, посадів і багаті торгові селяни. В останній чверті. 17 в. в Г. с. влилося багато членів ліквідованої суконної сотні, потім - в зв'язку з заворушеннями і розпуском столичних стрілецьких полків - вона поповнилася людьми, що служивили «по приладу», що володіли значними капіталами.
Заняття верхівки гостинної сотні фактично збігалися із заняттями гостей. Члени гостинної сотні поряд з торгівлею займалися відкупами і підрядами, використовували приватний грошовий і товарний кредит, здійснювали лихварські операції. У 1-й чверті 18-ого століття майнове розшарування серед них посилилося.

## Права
Звання та привілеї членів гостинної сотні оформлялися персональними грамотами. Важливою відмінністю від гостей було те, що звання члена гостинної сотні було спадковим і передавалося не тільки синам, але також братам і племінникам, якщо вони зберігали спільне господарство. Всього за час існування гостнної сотні в ній перебувало не менше 3036 чоловік. Велика чисельність і неоднорідність складу гостинної сотні породили її поділ на 3 розряди. Залежно від розряду встановлювався штраф за завданий главам сімей збиток - 20, 15 і 10 рублів (Їх родичам - в половинному розмірі). Належність до гостинної сотні звільняла від посадського тягла, подвірної податі, сплати дрібних мит. При судових позовах члени гостинної сотні були підсудні центровим органам і позбавлені необхідності особисто приносити присягу. Члени гостинної сотні мали право варити для власного споживання вино і топити влітку хати і лазні (іншим городянам це було заборонено через пожежну небезпеку). Але політичне життя, вплив і можливості членів гостинної сотні були незрівнянно менші, ніж у гостей. На засіданнях Боярської думи члени гостинної сотні з'являлися, як правило, тільки за ініціативою гостей. У разі виїзду закордон вони повинні були отримувати персональний дозвіл від влади.

## Підпорядкування
Адміністративно члени гостинної сотні підпорядковувалися таким же ж державним органам, що й гості, платили аналогічні податки і надзвичайні збори, відбували безоплатні служби на користь держави. Чималий вплив на взаємини всередині гостинної служби надавали часті зміни в адміністративному управлінні, що фактично призводило до усунення її рядових членів від проголошеного самоврядування. У 1720-х роках за регламентом Головного магістрату все гісаьке населення було розділене по майновому цензу (на 2 привілейовані гільдії і «підлих людей»), а згодом обкладено єдиними подушними податками, що призвело до припинення існування гостинної сотні.